# Stiepnowskij
Stiepnowskij (ros. Степновский) – osiedle w Rosji, w obwodzie wołgogradzkim, w rejonie nikołajewskim. W 2021 liczyło 1058 mieszkańców.